# Чемпионат мира по мотогонкам Гран-при в классе MotoGP
Чемпионат мира по мотогонкам Гран-при в классе MotoGP (англ. Grand Prix MotoGP™ World Championship) также класс MotoGP или просто MotoGP. Соревнования на мотоциклах по шоссейно-кольцевым мотогонкам санкционированные международной мотоциклетной федерацией и организованные промоутерской компанией Dorna Sports.
Классификация гонок MotoGP является самой престижной в мотогонках и считается Королевским классом по аналогии с самыми престижными автогонками Формула-1. В рамках чемпионата мото Гран-при проводятся три гонки поддержки для гонок MotoGP. Младшие чемпионаты подразделяются на Moto2 и Moto3, а также электрическую серию MotoE. Классификация гонок MotoGP была введена в сезоне 2002 года на замену класса 500cc, который существовал с первого сезона чемпионата мира 1949 года.
Действующим чемпионом является испанский мотогонщик Хорхе Мартин из команды Prima Pramac Racing, в зачёте команд победу одержала команда Ducati Lenovo, в чемпионате производителей победу одержал итальянский производитель мотоциклов Ducati.

## История
[[Файл:Moto Gp logo.svg|thumb|слева|250px|

Center|Логотип MotoGP до 2024 года

Международная мотоциклетная федерация (FIM) меняла спецификацию класса несколько раз в своей истории. В начале новой эры MotoGP в 2002 году были разрешены к использованию двухтактные двигатели с объемом 500 куб.см, или четырехтактные с объемом 990 куб.см. Уже в следующем сезоне четырехтактные двигатели вытеснили двухтактные благодаря лучшим эксплуатационным характеристикам. Для повышения безопасности гонок, в 2007 году максимальный допустимый объем двигателя был уменьшен до 800 куб.см без уменьшения существующих ограничений веса. В классе MotoGP не определяется конкретная конфигурация двигателя однако количество цилиндров определяет необходимый минимальный вес мотоцикла: больше цилиндров — больше обязательный минимальный вес. Это необходимо потому, что для такого объема, двигатель с большим количеством цилиндров способен производить больше энергии. В 2004 году были введены форматы мотоциклов в трех-, четырех-и пяти-цилиндровый конфигурациях. Также был разработан шестицилиндровый двигатель, но такая схема не нашла поддержки. В настоящее время четырех-цилиндровые двигатели предлагают лучший компромисс между весом, мощностью и расходом топлива. С 2009 года все производители используют это решение в любых V-образных или линейных конфигурациях двигателя.
В 2002 году FIM с целью повышения безопасности внесла изменения в технический регламент соревнований, связанные с ограничением минимального веса, количества доступного топлива и максимальной мощности двигателя. Новые правила уменьшили максимальный объем двигателя с 990 до 800 куб.см и ограничили количество доступного топлива на дистанции с 26 литров в 2004 году до 21 литра в 2007 год.
11 декабря 2009 года, комиссия Grand Prix объявила, что начиная с 2012 года в класс MotoGP будет увеличен максимальный объем двигателя до 1000 куб.см, максимальная количество цилиндров составит четыре, а максимальный диаметр будет ограничен до 81 мм. Кармело Эспалета, генеральный директор Dorna Sports отметил, что прогнозируемые изменения были приняты командами-участницами положительно.

## Система начисления очков
Чемпионом мира по итогу сезона становится мотогонщик набравший за сезон наибольшее количество очков в чемпионате мира. Система начисления очков происходит по обычной для кольцевых мотогонок системе, первым лучшим пятнадцати мотогонщицам в гонке. Все результаты, заработанные пилотом, так же идут в зачёт команде. Лучший результат пилота той марки мотоцикла на котором мотогонщик участвует, засчитывается в зачет производителя.
| Система начисления очков в Гран-при | Система начисления очков в Гран-при | Система начисления очков в Гран-при | Система начисления очков в Гран-при | Система начисления очков в Гран-при | Система начисления очков в Гран-при | Система начисления очков в Гран-при | Система начисления очков в Гран-при | Система начисления очков в Гран-при | Система начисления очков в Гран-при | Система начисления очков в Гран-при | Система начисления очков в Гран-при | Система начисления очков в Гран-при | Система начисления очков в Гран-при | Система начисления очков в Гран-при | Система начисления очков в Гран-при |
| Место                               | 1                                   | 2                                   | 3                                   | 4                                   | 5                                   | 6                                   | 7                                   | 8                                   | 9                                   | 10                                  | 11                                  | 12                                  | 13                                  | 14                                  | 15                                  |
| ----------------------------------- | ----------------------------------- | ----------------------------------- | ----------------------------------- | ----------------------------------- | ----------------------------------- | ----------------------------------- | ----------------------------------- | ----------------------------------- | ----------------------------------- | ----------------------------------- | ----------------------------------- | ----------------------------------- | ----------------------------------- | ----------------------------------- | ----------------------------------- |
| Очки                                | 25                                  | 20                                  | 16                                  | 13                                  | 11                                  | 10                                  | 9                                   | 8                                   | 7                                   | 6                                   | 5                                   | 4                                   | 3                                   | 2                                   | 1                                   |

В 2023 году появились спринтерские гонки, которые проходят по субботам после второй квалификации, (основная гонка проходит как и раньше в воскресенье). Длина дистанции в спринтерских гонках приблизительно в два раза меньше, чем в основном заезде Гран-при. Начисляемые очки также приблизительно в два раза меньше чем за Гран-при, очки за спринт начисляются первым 9 местам.
| Очки | 12 | 9 | 7 | 6 | 5 | 4 | 3 | 2 | 1 |

## Чемпионы и призёры

### Результаты за последние пять лет

#### Личный зачёт
| Сезон      | Чемпионы | Чемпионы         | Поул | Победы | Подиум | Л.К. | Очки | Гонки    | 2 место           | Очки | 3 место         | Очки |
| ---------- | -------- | ---------------- | ---- | ------ | ------ | ---- | ---- | -------- | ----------------- | ---- | --------------- | ---- |
| 2020       |          | Жоан Мир         | 0    | 1      | 7      | 0    | 171  | 14 из 14 | Франко Морбиделли | 158  | Алекс Ринс      | 139  |
| 2021       |          | Фабио Картараро  | 5    | 5      | 10     | 5    | 278  | 18 из 18 | Франческо Баньяя  | 252  | Жоан Мир        | 208  |
| 2022       |          | Франческо Баньяя | 5    | 7      | 10     | 3    | 265  | 20 из 20 | Фабио Картараро   | 248  | Энеа Бастианини | 219  |
| 2023       |          | Франческо Баньяя | 15   | 11     | 28     | 8    | 467  | 40 из 40 | Хорхе Мартин      | 428  | Марко Беццекки  | 329  |
| 2024       |          | Хорхе Мартин     | 14   | 10     | 31     | 8    | 508  | 40 из 40 | Франческо Баньяя  | 498  | Марк Маркес     | 392  |
| Источники: |          |                  |      |        |        |      |      |          |                   |      |                 |      |

#### Командный зачёт
| №          | Сезон | Чемпионы            | Очки | 2 место                      | Очки | 3 место                     | Очки |
| ---------- | ----- | ------------------- | ---- | ---------------------------- | ---- | --------------------------- | ---- |
| 1          | 2020  | Suzuki Ecstar       | 310  | Petronas Yamaha SRT          | 248  | Red Bull KTM Factory Racing | 222  |
| 2          | 2021  | Ducati Lenovo       | 433  | Monster Energy Yamaha MotoGP | 380  | Suzuki Ecstar               | 307  |
| 3          | 2022  | Ducati Lenovo       | 454  | Red Bull KTM Factory Racing  | 337  | Aprilia Racing              | 334  |
| 4          | 2023  | Ducati Lenovo       | 653  | Prima Pramac Racing          | 561  | Mooney VR46 Racing          | 530  |
| 5          | 2024  | Prima Pramac Racing | 884  | Ducati Lenovo                | 681  | Gresini Racing MotoGP       | 565  |
| Источники: |       |                     |      |                              |      |                             |      |

#### Зачёт конструкторов
| №          | Сезон | Чемпионы | Очки | 2 место | Очки | 3 место | Очки |
| ---------- | ----- | -------- | ---- | ------- | ---- | ------- | ---- |
| 1          | 2020  | Ducati   | 221  | Yamaha  | 204  | Suzuki  | 202  |
| 2          | 2021  | Ducati   | 357  | Yamaha  | 309  | Suzuki  | 240  |
| 3          | 2022  | Ducati   | 448  | Yamaha  | 256  | Aprilia | 248  |
| 4          | 2023  | Ducati   | 700  | KTM     | 373  | Aprilia | 326  |
| 5          | 2024  | Ducati   | 722  | KTM     | 327  | Aprilia | 302  |
| Источники: |       |          |      |         |      |         |      |

## Характеристики мотоциклов
В гоночном классе MotoGP в сезоне 2025 года представлены пять производителей мотоциклов. Ниже в таблице представлены средние показатели разных производителей чемпионата.

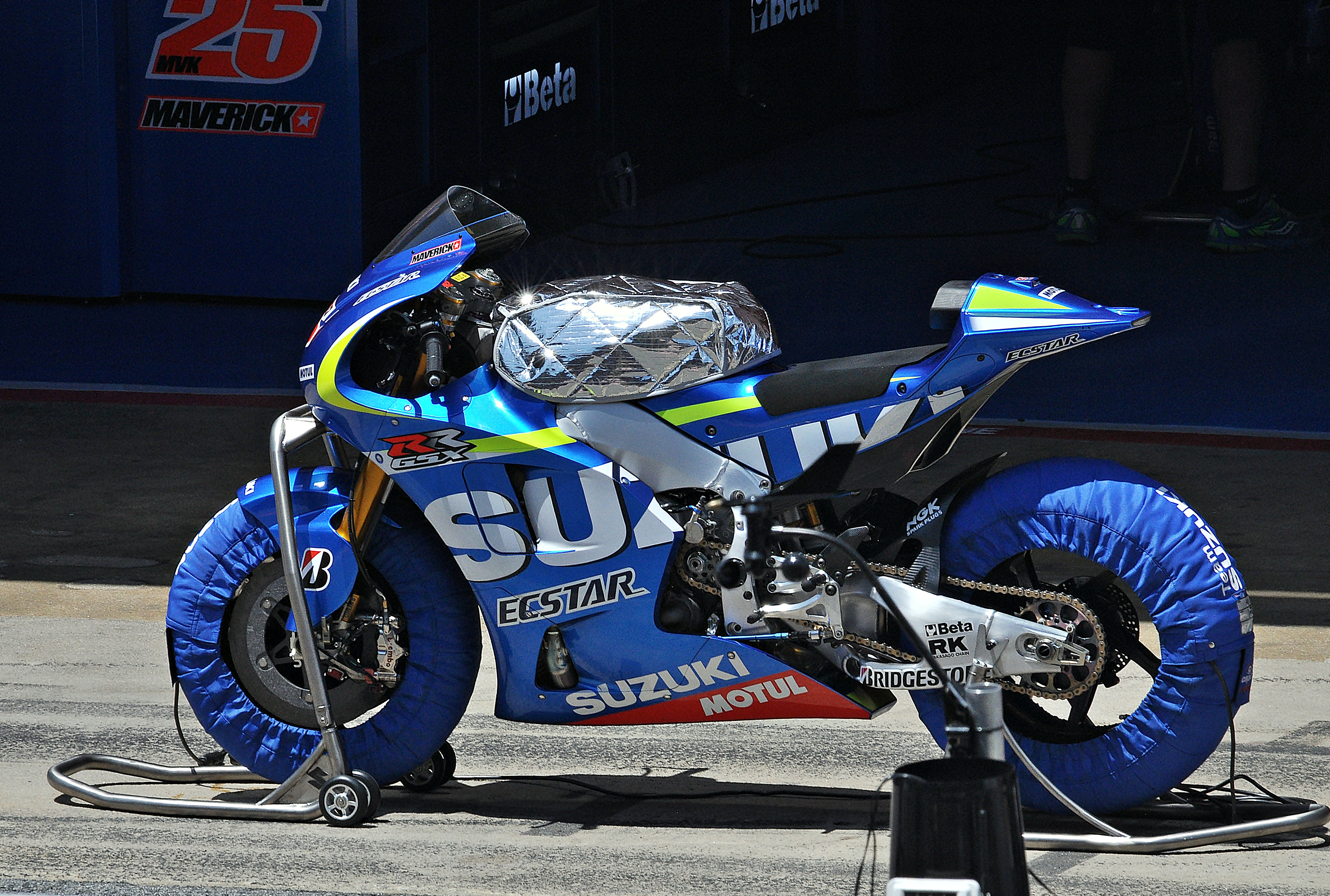
Пример мотоцикла класса MotoGP

| Гоночный мотоцикл          | Технические данные                                                                  |
| -------------------------- | ----------------------------------------------------------------------------------- |
| Длина, ширина и высота, мм | ≈2050, ≈650, ≈1050                                                                  |
| Объём двигателя            | V4, DOHC 4-клапанный, 4-тактный, жидкостного охлаждения 1000 кубических сантиметров |
| Максимальная мощность      | 240 л.с                                                                             |
| Максимальная скорость      | 340 км/ч                                                                            |
| Коробка передач            | Шестиступенчатая механическая (бесшовная система)                                   |
| Колесная база, мм          | ≈1450                                                                               |
| Вес (без пилота)           | ≈160 кг                                                                             |
| Тормозная система          | Brembo 4-х поршневые суппорты с синтетическими и карбоновыми колодками              |
| Ссылки                     |                                                                                     |

### Мотоциклы чемпионата
| - Aprilia - Ducati - Honda - KTM - Yamaha | - Blata - BMW - Harris - Ilmor - Kawasaki - Moriwaki - Proton - Suzuki |

|               |                |              |          |               |
| Aprilia RS-GP | Desmosedici GP | Honda RC213V | KTM RC16 | Yamaha YZR-M1 |

### Комментарии
1. ↑  22 основных, 5 по уайлд-кард и 4 резервных.